# Rubus macvaughii
Rubus macvaughii es una especie de planta del género Rubus, perteneciente a la familia Rosaceae.

## Taxonomía
Rubus macvaughii fue descrita por Liberty Hyde Bailey en 1947.

## Distribución
Se encuentra en el territorio de Texas.